# Строй, Михаил

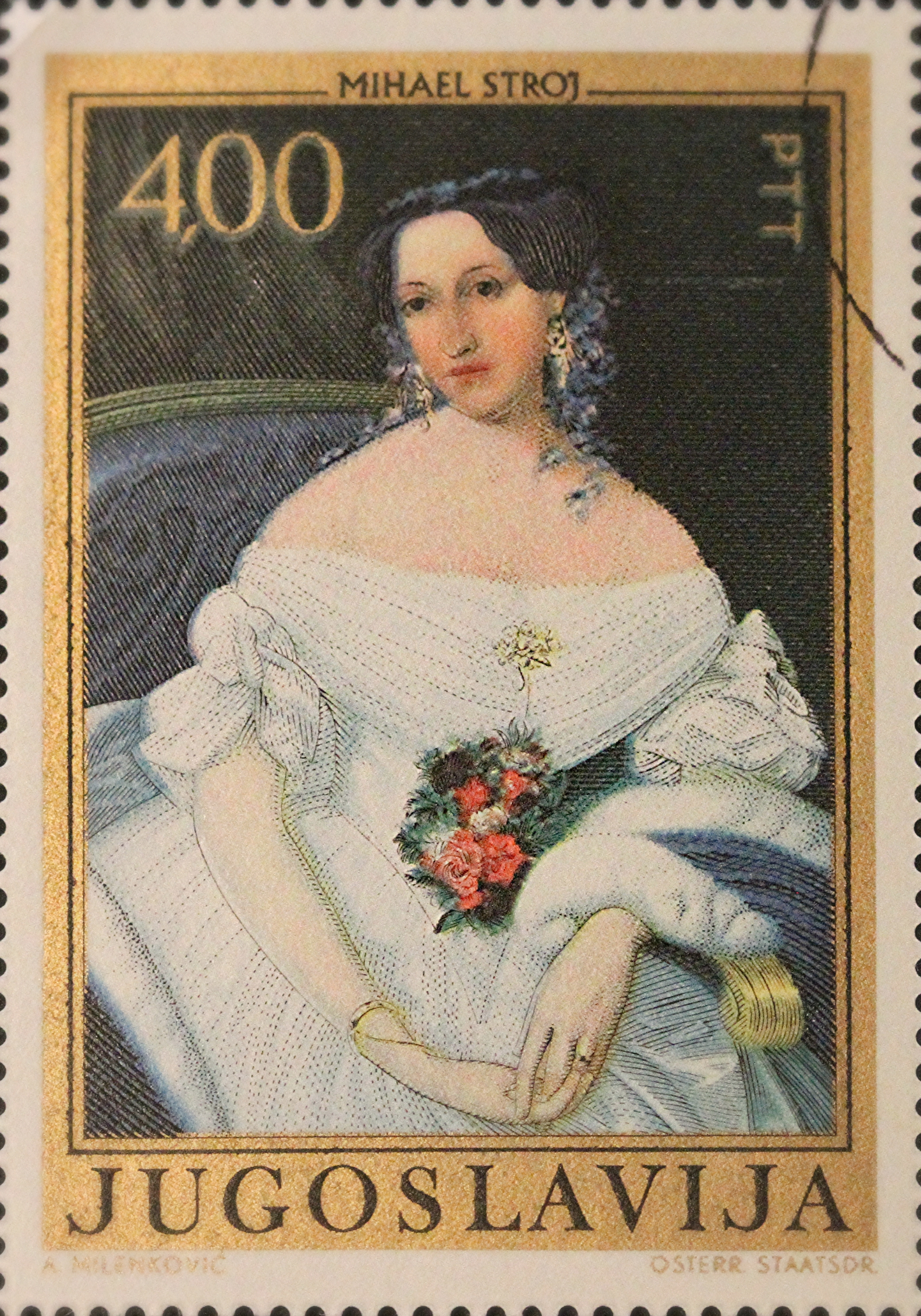
Почтовая марка Югославии с изображением Луизы Песяк работы Строя

Михаил Строй (словен. Mihael Stroj; 1803—1871) — словенский художник-портретист.

## Биография
Родился 30 сентября 1803 года в Любно, был пятым ребёнком из восьми детей в семье Антона и Марии Строй (урожденная Кокал). Детство провёл в родном местечке. В 1812 году его мать умерла от истощения; вскоре отец женился во второй раз, продал свою недвижимость в Любно и переехал со всей семьёй в Любляну.
Михаил Строй учился в школе (словен. Glavna vzorna šola), где в 1817 году окончил четыре класса. Затем поступил в художественные классы, которые окончил в 1820 году. Своё образование продолжил в Вене, поступив в Академию изобразительных искусств в 1821 году. Неизвестно, когда он окончил академию, но в 1825 году он еще был её студентом.
В 1830 году Строй жил и работал в Загребе, зарабатывал на жизнь написанием портретов богатых людей. До 1842 года жил в Хорватии, иногда уезжая в Словению. В этот период времени он написал не только большое количество портретов, но и произведения религиозного содержания, в том числе алтарные картины для церквей в городах Нова-Рача и Вугорец. В Хорватии художник был подвержен идеям иллиризма, к этому движению принадлежали художники Stanko Vraz, Djuro Jelačić и другие.
В 1841 году Михаил Строй женился на Маргарете Бергхаус, в их семье родилось пятеро детей.
Умер 19 декабря 1871 года в Любляне после нескольких перенесенных инфарктов.

## Труды
Будучи одним из выдающихся словенских художников XIX века, он создал много произведений, большинство из которых — маслом. Его творчество отражает классицизм и романтизм того времени, но влияние стиля бидермайер также заметно в его работах. Портреты богатых буржуа Любляны и Загреба составляют преобладающую часть его работ.

Некоторые работы
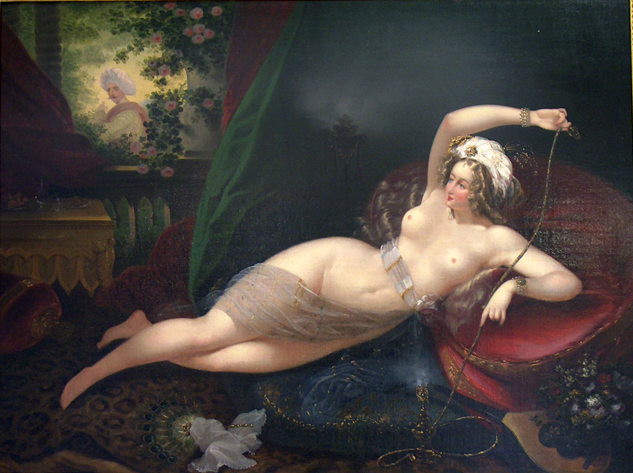
Азия
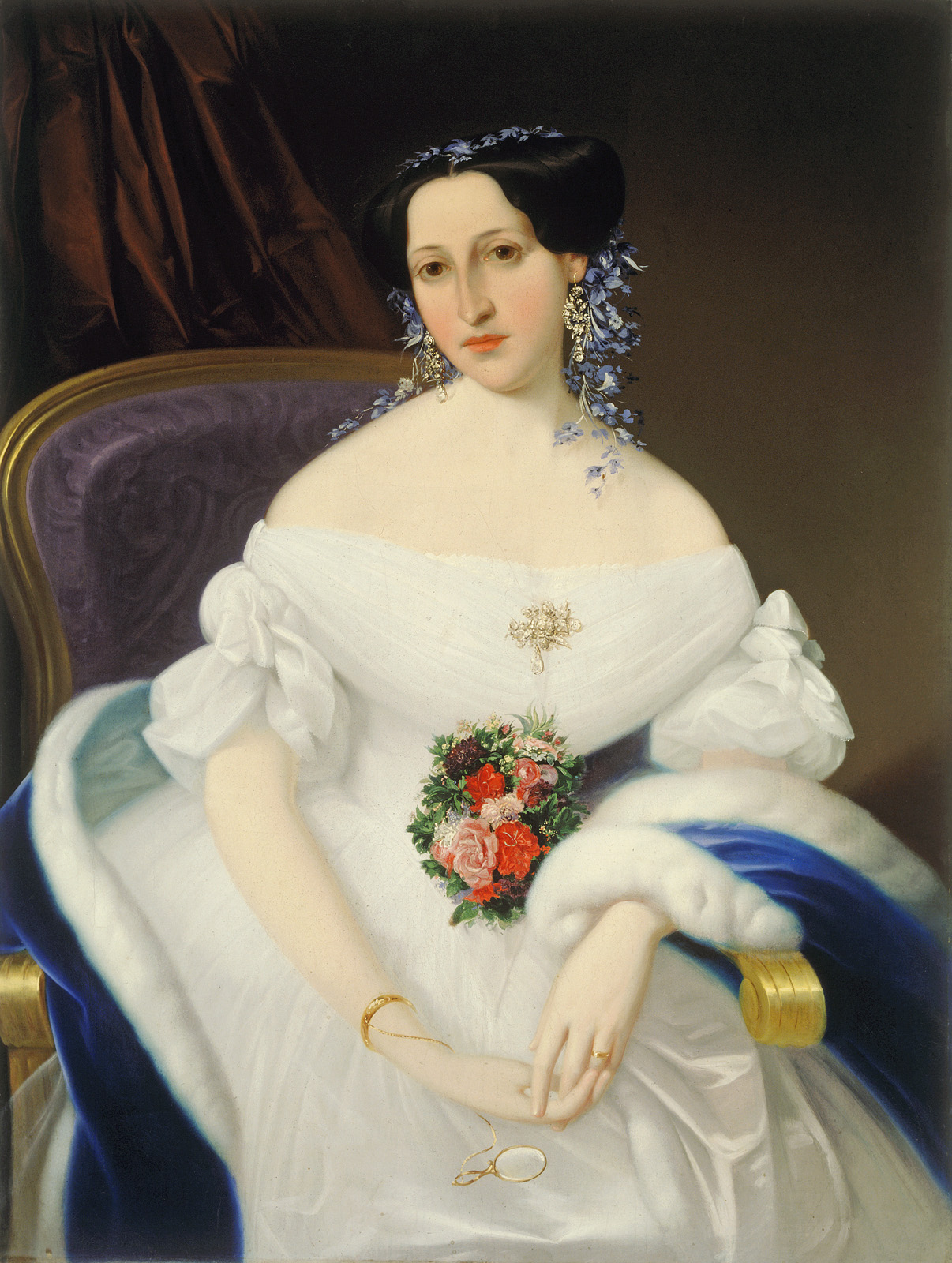
Луиза Песяк
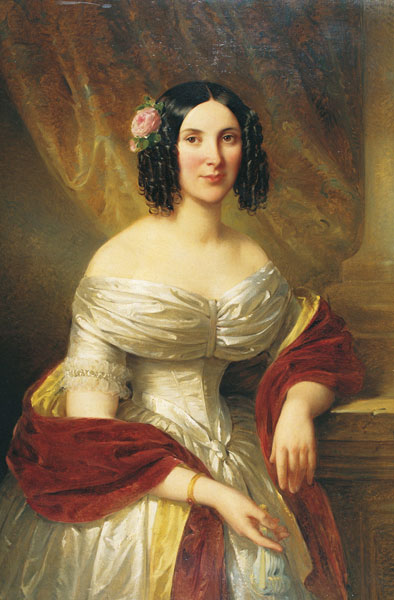
Theresa Proch
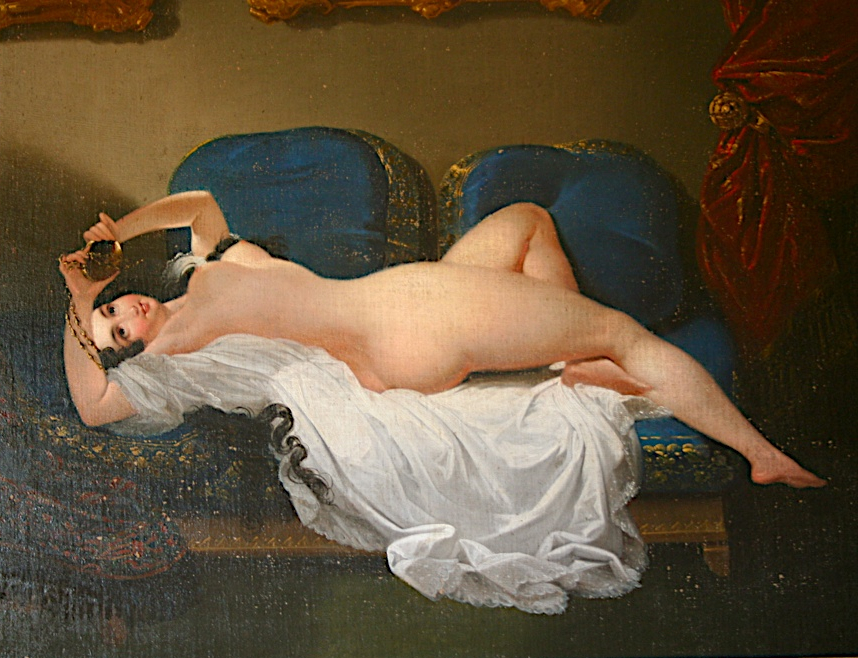
Европа